# Riflesso stapediale
Il riflesso stapediale (o riflesso di smorzamento) è la contrazione bilaterale, involontaria, del muscolo stapedio (muscolo della staffa), dovuta ad eccessiva stimolazione dell'orecchio interno. Ha funzione protettiva verso le componenti dell'orecchio interno nonché di estensione del campo uditivo e di miglioramento della capacità discriminativa nel rumore.

## Muscolo stapedio
Il muscolo stapedio è il più piccolo muscolo striato del corpo umano: lungo 8 mm, fuoriesce dall'eminenza piramidale della parete posteriore della cassa timpanica. È innervato dal VII nervo cranico. Si inserisce al collo della staffa e contraendosi trae quest'ultima fuori dalla finestra ovale, riducendo la pressione sui liquidi labirintici.

## Funzioni del riflesso stapediale
Funzioni del riflesso stapediale sono tre:
1. funzione protettiva: il riflesso interviene nel soggetto sano, ad intensità di stimolazione sonora di circa 70-80 dB al di sopra della soglia audiometrica, evitando così che suoni di intensità troppo elevata danneggino le strutture dell'orecchio interno.
2. estensione del campo dinamico uditivo: il muscolo contraendosi estende il campo dinamico di 15-20 dB; in pazienti con paralisi del 7° nervo cranico la curva di intellezione del linguaggio diminuisce notevolmente sopra i 100 dB.
3. miglioramento della discriminazione nel rumore: la contrazione del muscolo smorza le componenti gravi del segnale sonoro (generalmente i rumori) aumentando così la capacità di comprendere la parola (componenti medio-acute) negli ambienti rumorosi.